# Grant Orchard
Grant Orchard é um animador, cineasta e designer britânico. Como reconhecimento, foi nomeado ao Oscar 2012 na categoria de Melhor Animação em Curta-metragem por Undefeated.